# Chi Khi mộc
Chi Khi mộc hay Xích dương (dương đỏ)  (danh pháp khoa học: Alnus) là một chi thực vật có hoa trong họ Bạch dương. Chi này gồm khoảng 30 loài cây và cây bụi có hoa đơn tính cùng gốc, một vài loài có kích thước lớn phân bố trên khắp khu vực ôn đới của bán cầu bắc và ở châu Mỹ dọc theo Andes về phía nam đến Argentina.

## Phân loại
Chi này được chia thành 3 phân chi:

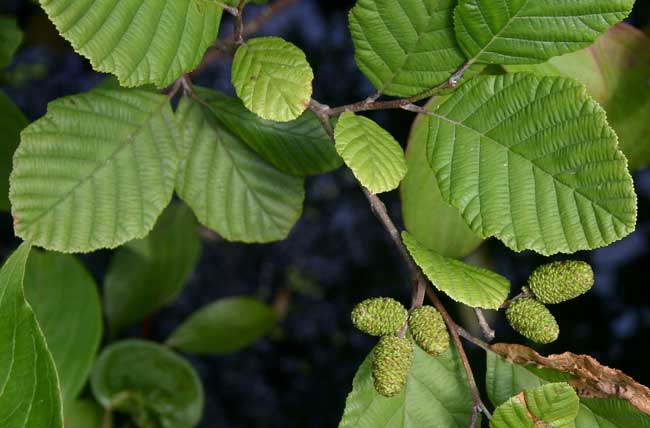
Speckled alder (Alnus incana subsp. rugosa)—lá

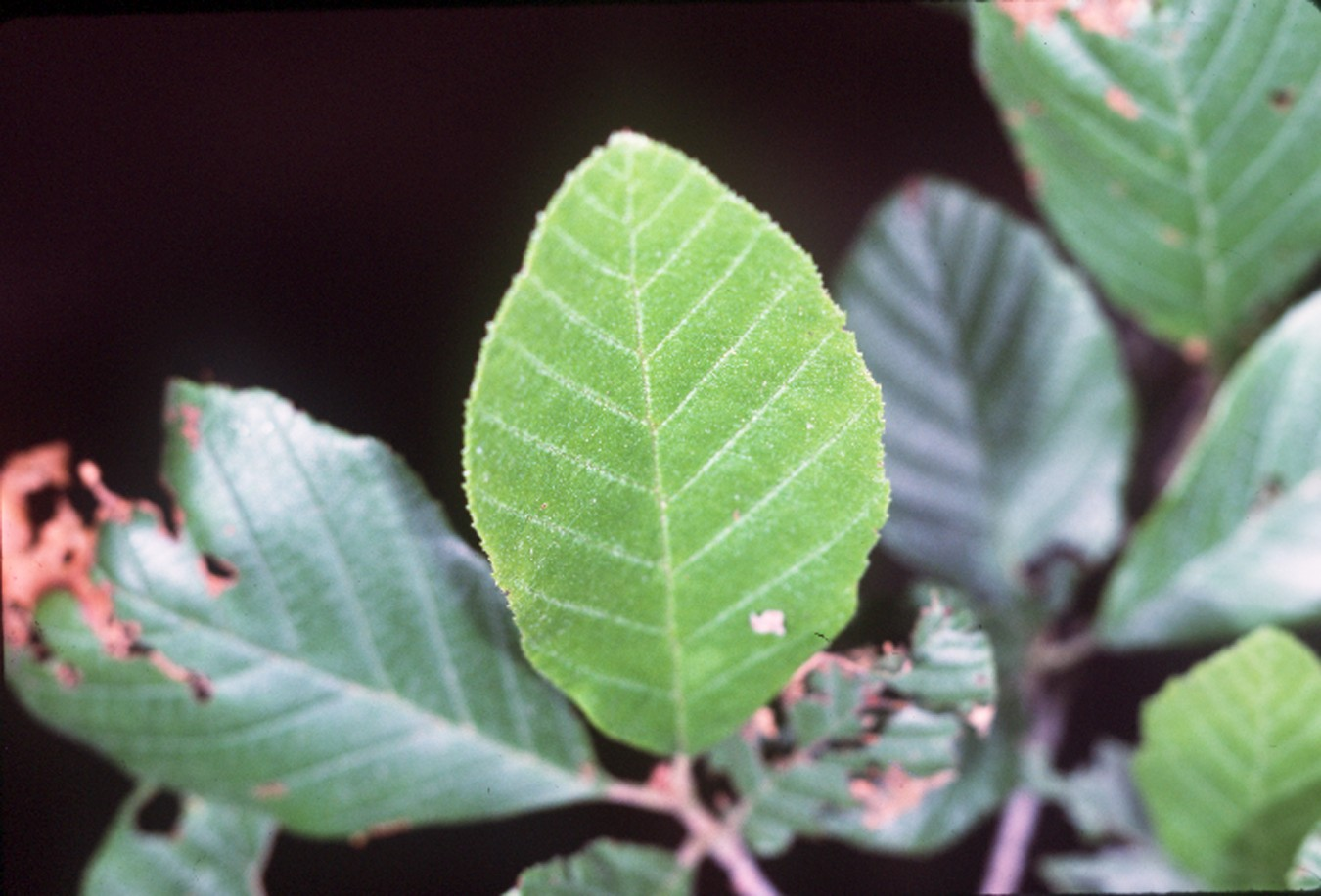
Leaves of the tag alder

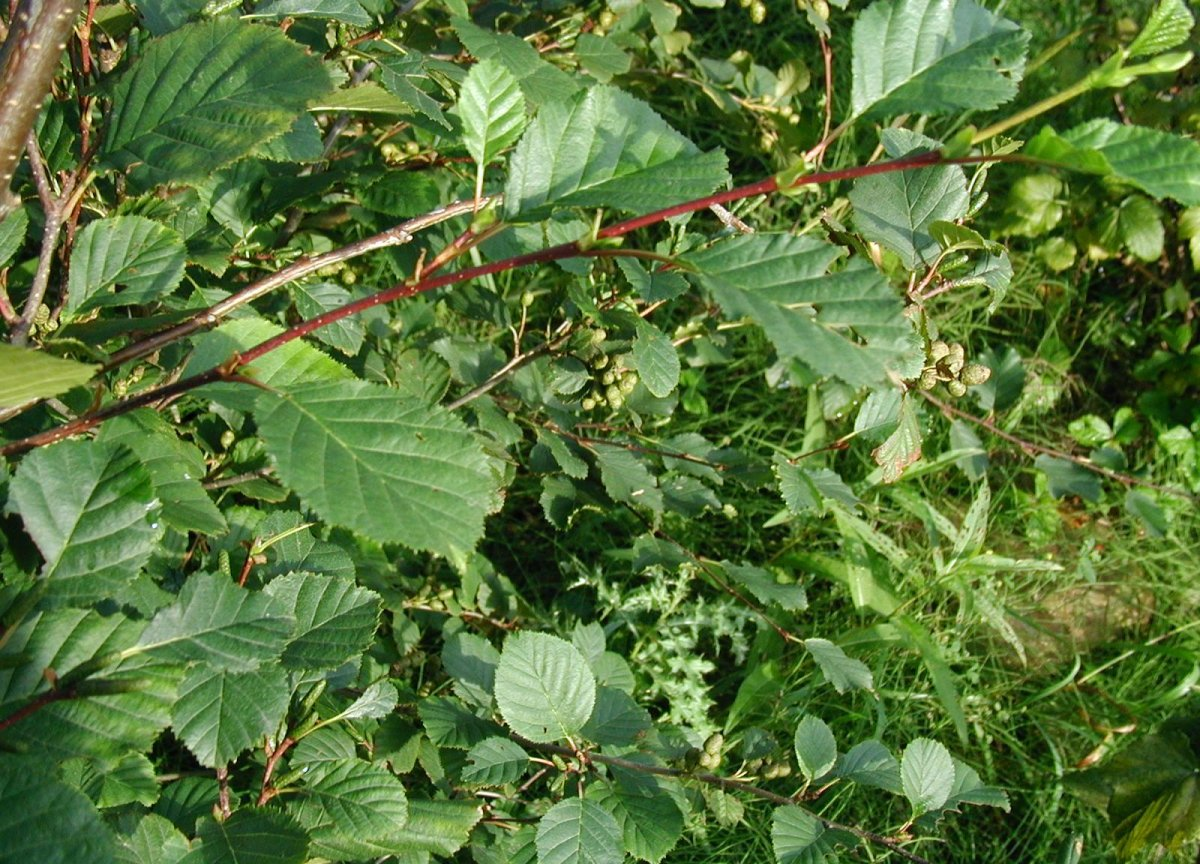
Alnus lục (Alnus viridis)

- Phân chi Alnus: Gồm các loài cây có cuống nụ chồi, hoa đực và hoa cái ra trổ trong mùa thu nhưng khép lại vào mùa đông, sự thụ phấn diễn ra cuối đông hoặc đầu xuân, phân chi này gồm khoảng 15–25 loài:
  - Alnus acuminata — Alnus Andes, vùng núi Andes, Nam Mỹ
  - Alnus cordata — Alnus Ý, Ý
  - Alnus cremastogyne
  - Alnus firma — Kyūshū (Nhật Bản)
  - Alnus glutinosa — Alnus đen, châu Âu
  - Alnus incana — Alnus xám, Á-Âu
  - Alnus hirsuta (A. incana subsp. hirsuta) — Alnus Mãn Châu, các vùng núi ở đông Bắc Á, và Trung Á
  - Alnus oblongifolia (A. incana subsp. oblongifolia) — Alnus Arizona, tây nam Bắc Mỹ
  - Alnus rugosa (A. incana subsp. rugosa) — Alnus đốm, đông bắc Bắc Mỹ
  - Alnus tenuifolia (A. incana subsp. tenuifolia) — Alnus lá mỏng hoặc Alnus núi, tây bắc Bắc Mỹ
  - Alnus japonica — Alnus Nhật Bản
  - Alnus jorullensis — Alnus Mexico, Mexico, Guatemala (một trong số ít loài cây thường xanh)
  - Alnus mandshurica — Viễn Đông Nga, Trung Quốc, Triều Tiên
  - Alnus matsumurae — Honshū (Nhật Bản)
  - Alnus nepalensis — Tống quán sủ, tống quán sủi, tổng quản, tổng quản sui, tống quá sủ, tung qua mu, tông pơ mu, dâu dầu, chi li mù. Đông Himalaya, tây nam Trung Quốc.
  - Alnus orientalis — Alnus phương đông, miền nam Thổ Nhĩ Kỳ, tây bắc Syria, Cyprus, Lebanon, Palestin, Iran.
  - Alnus pendula — Nhật Bản, Hàn Quốc
  - Alnus rhombifolia — Alnus trắng, tây Bắc Mỹ
  - Alnus rubra — Alnus đỏ, bờ tây Bắc Mỹ
  - Alnus serrulata — Alnus hazel, Alnus trơn, đông Bắc Mỹ
  - Alnus sieboldiana — Honshū, đảo Lưu Cầu (Nhật Bản)
  - Alnus subcordata — Alnus Caucasia, Caucasus, Iran
  - Alnus trabeculosa — Trung Quốc, Nhật Bản
- Phân chi Clethropsis. Cây thân gỗ hoặc cây bụi có cuốn nụ chồi, đuôi sóc của hoa đực và cái hình thành trong mùa thu, nở và thụ phấn sau đó, phân chi này gồm 3 loài:
  - Alnus formosana — Alnus Formosa, Đài Loan
  - Alnus maritima — Alnus bờ biển, bờ đông Bắc Mỹ, một ít ở Oklahoma
  - Alnus nitida — Alnus Himalaya, tây Himalaya
- Phân chi Alnobetula. gồm các loài cây bụi, chồi nụ hoa không cuống lại, đuôi sóc hoa cái và đực hình thành vào cuối xuân (sau khi xuất hiện lá), và nở và thụ phấn sau đó, phân chi này có 2 loài:
  - Alnus alnobetula
  - Alnus viridis — Alnus lục, phân bố rộng rãi gồm các phân loài:
    - Alnus viridis subsp. viridis - Á-Âu
    - Alnus viridis subsp. maximowiczii (A. maximowiczii) - Nhật Bản
    - Alnus viridis subsp. crispa (A. crispa) - bắc Bắc Mỹ
    - Alnus viridis subsp. sinuata (A. sinuata, Alnus Sitka - tây Bắc Mỹ, đến tận đông bắc Siberia
- Chưa rõ phân chi
  - Alnus djavanshirii - Iran
  - Alnus dolichocarpa - Iran
  - Alnus fauriei - Đảo Honshu, Nhật Bản
  - Alnus ferdinandi-coburgii - Hoa Nam
  - Alnus glutipes - Khu vực Yakutiya ở Siberia
  - Alnus hakkodensis - Đảo Honshu, Nhật Bản
  - Alnus henryi - Đài Loan
  - †Alnus heterodonta - Hóa thạch thế Oligocen ở Oregon
  - Alnus lanata - Tứ Xuyên, Trung Quốc
  - Alnus mairei - Vân Nam, Trung Quốc
  - Alnus maximowiczii - Nhật Bản, Triều Tiên, Viễn Đông Nga
  - Alnus paniculata - Triều Tiên
  - Alnus serrulatoides - Nhật Bản
  - Alnus vermicularis - Triều Tiên